# Jeanine Allaire
Jeanine Allaire (née Ménager le 6 mai 1930 à La Rochelle et morte le 10 décembre 2019 à Paris) est une athlète française, spécialiste des épreuves combinées.

## Biographie
Elle est sacrée championne de France du pentathlon en 1960 et 1962.
Son record personnel au pentathlon est de 4 135 points (1952).